# Koggenland
Koggenland è una municipalità dei Paesi Bassi di 21.985 abitanti situato nella provincia dell'Olanda Settentrionale.